# Rondò
Il rondò (in francese rondeau) fu inizialmente una forma musicale vocale di origine francese che si affermò nella musica polifonica del XIII secolo attraverso le composizioni di Adam de la Halle e di Jehan de Lescurel. Fra i vari generi fu questo quello prediletto dai compositori di musica profana; nel XV secolo diverrà più importante della ballata.
Il rondò sarà poi ripreso in forma strumentale e verrà utilizzato, in particolare, nel XVIII secolo e nella prima metà del XIX. Il più delle volte, il rondò venne utilizzato quale brano conclusivo di composizioni di varia natura (dalla sonata per strumento solista fino ai brani orchestrali sinfonici). 
Sono stati, tuttavia, composti anche dei rondò autonomi, come ad esempio:
- Wolfgang Amadeus Mozart, Rondò in La minore K 511 per pianoforte;
- Wolfgang Amadeus Mozart, Rondò in Re maggiore K 485 per pianoforte:
- Felix Mendelssohn-Bartholdy, Rondò brillante in Mi bemolle maggiore per pianoforte ed orchestra op. 29;
- I Focus nel 1971 misero il rondò sotto una veste di rock progressivo, nel pezzo Hocus Pocus.

## Caratteristiche
Dal punto di vista formale il rondò presenta un episodio che viene mantenuto fisso, o soggetto a lievi modifiche, esposto nella tonalità di base. Ad esso si alternano altri episodi presentati in tonalità diverse e di carattere, in genere, differente da quello di base.
La forma più semplice di rondò (ABA) viene definita ternaria.
Altre forme di rondò esistenti sono: 
il rondò a cinque periodi ABACA (o ABABA) ed 
il rondò-sonata ABACABA.
Quest'ultima forma viene così definita in quanto presenta i caratteri della forma sonata:
- la prima parte (ABA) coincide con l'esposizione, la quale, però, si conclude nella tonalità di tonica e non di dominante;
- la seconda parte (C) coincide con lo sviluppo;
- l'ultima sezione (ABA) coincide con la ripresa.